# Мило, Сандра
Са́ндра Ми́ло (итал. Sandra Milo; 11 марта 1933, Тунис — 29 января 2024, Рим) — итальянская актриса, телеведущая.

## Биография
Настоящее имя и фамилия — Сальватриче Елена Греко (итал. Salvatrice Elena Greco). Дебют Сандры Мило — главная роль Габриэллы в комедии «Холостяк» (1955, реж. Антонио Пьетранджело). Обратила на себя внимание в драме Роберто Росселини «Генерал Делла Ровере» (проститутка, 1959) и в комедии Антонио Пьетранджело «Адуя и её товарки» (Лолита, 1960). Исполнила главную роль в экранизации повести Стендаля «Ванина Ванини» (1961, режиссёр Роберто Росселини). Достижения Сандры Мило в кинематографе — роли роковых, ироничных, раскованных и сексуальных женщин в киношедеврах Федерико Феллини «Восемь с половиной» (Карла, 1963, премия «Серебряная лента», 1964) и «Джульетта и духи» (Сюзи / Ирис / Фанни, 1965, премия «Серебряная лента», 1966), а также Ивонна в фильме Луиджи Дзампа «Летнее безумие» (1963), Джулиана Марлетт в комедии Дино Ризи «Зонт» (1966).
В 1968 году Сандра Мило ушла из кино, полностью посвятив себя семье и воспитанию детей.
Сандра Мило окончательно вернулась на большой экран и на ТВ в 1979 году. Среди лучших ролей этого периода: Марианна в романтической мелодраме «Золушка 80» (1984, реж. Роберто Маленотти), Арабелла в фильме Пупи Авати «Сердце не с тобой» (2003).
В 2007 году с успехом выступила на театральной сцене в спектакле «8 женщин». Сандра Мило от природы обладает высоким фальцетом — это было яркой отличительной чертой её кинообраза сексуальной блондинки-искусительницы.
В 1990-е годы активно работала на телевидении, в детских шоу-программах, развлекательных проектах, записала несколько дисков с песнями.
Ушла из жизни 29 января 2024 года в возрасте 90 лет в Италии.

## Фильмография
- 1956 — Елена и мужчины / Elena et les Hommes (Италия, Франция)
- 1958 — Двустворчатое зеркало / Le miroir à deux faces (Франция)
- 1959 — Дорога школяров / Le miroir à deux faces (Италия, Франция)
- 1959 — Генерал Делла Ровере / Il generale Della Rovere (Италия, Франция)
- 1960 — Взвесь весь риск / Classe tous risques (Франция)
- 1960 — Адуя и её подруги / Adua e le compagne (Италия)
- 1961 — Ванина Ванини / Vanina Vanini (Италия)
- 1963 — Визит / La Visita (Италия, Франция)
- 1963 — Восемь с половиной / Otto e mezzo (Италия)
- 1965 — Джульетта и духи / Giulietta Degli Spiriti (Италия)
- 1984 — Золушка 80 / Cenerentola '80 (Италия, Франция)

## Награды
- 1966 ─ Премия «Серебряная лента» за лучшую женскую роль второго плана («Восемь с половиной»)
- 2020 ─ Премия «Золотой глобус» (Италия) за достижения в карьере[8]
- 2021 ─ Премия «Давид ди Донателло» за достижения в карьере